# Kelmscott
Kelmscott è un villaggio e parrocchia civile dell'Inghilterra, appartenente alla contea dell'Oxfordshire.